# ماوي (جزيرة)
ماوي (بالإنجليزية: Maui)‏ هي ثاني أكبر جزر هاواي بمساحةٍ تبلغ 1,883 كم2 والجزيرة رقم 17 حسب المساحة على مستوى الولايات المتحدة الأمريكية. تعد ماوي جزءاً من ولاية هاواي، وهي أكبر الجزر الأربع التابعة لمقاطعة ماوي، فهي أكبر من مولوكيا ولاناي وكاهولاوي غير المأهولة. بلغ عدد سكان الجزيرة حسب إحصاء عام 2010 نحو 144,444 نسمة، ممَّا يجعلها ثالث أكبر جزر هاواي سكاناً، مباشرةً بعد جزيرتي أواهو وهاواي. أكبر مدن جزيرة ماوي هي كاهولوي، التي بلغ عدد سكانها في عام 2010 نحو 26,337 نسمة، وهي تعد مركز الجزيرة التجاري والمالي.

## الجيولوجيا والطوبوغرافيا

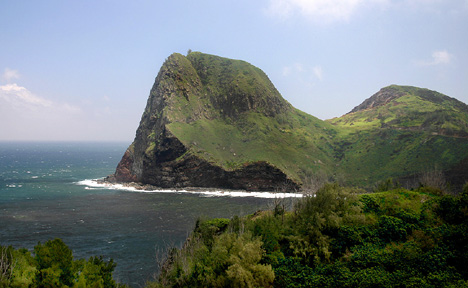
رأس كاهاكولا شمال غرب الجزيرة.

نتجت طبيعة جزيرة ماوي الجغرافية المتنوّعة عن عدد من التأثيرات الجيولوجية والطوبوغرافية والمناخية. فكلُّ جبلٍ بركاني في سلسلة جبال هاواي - بما في ذلك بركان جزيرة ماوي - مكوَّنٌ من الصخور السوداء الغنية بالحديد والشحيحة بالمرو، والتي تتدفَّقت من آلاف البراكين التي نفثت حممها على المنطقة على مدى ملايين السنين. كانت العديد من البراكين قريبةً من بعضها إلى حدّ أنَّ دفقات الحمم على جوانبها تداخلت معاً، لتشكِّل جزيرة واحدة، ومن بين هذه كانت الحمم التي انبثقت عنها ماوي، التي تكونت من بركانين درعيَّين اتحدا معاً لتشكيل برزخ بينهما.

## توأمة
لماوي (جزيرة) اتفاقيات توأمة مع كل من:
- فونشال
- فوكوياما
- مانيلا

## أعلام
- وايت ونايت
- سيدريك سيبالوس
- جيمي لويس
- كانديس كاين
- فريدي تافاريس
- يوجين فريدمان
- جيمس غينز
- واين داير
- سوني ونايت
- ويليام توماس دان